# Oxynotus
Oxynotus es un género de elasmobranquios escualiformes, el único de la familia Oxynotidae, que habitan en aguas del Mediterráneo, Atlántico y Pacífico occidental.

## Características
Miden de 50 a 150 cm de longitud. La piel es muy rugosa. Tienen el cuerpo muy alto y comprimido, triangular en sección transversal. Aletas dorsales muy altas, cada una con un gran espina que puede estar oculta por la aleta; origen de la primera dorsal puede extenderse mucho más allá de las aberturas branquiales. Poseen carenas laterales en el abdomen entre las aletas pectorales y las pélvicas. Poseen órganos luminiscentes.

## Historia natural
Son propios de la plataforma y del talud continental.

## Taxonomía
El género Oxynotus incluye cinco especies:
- Oxynotus bruniensis
- Oxynotus caribbaeus
- Oxynotus centrina
- Oxynotus japonicus
- Oxynotus paradoxus